# Нохем Штиф
Нохем Штиф (Наум Йонович Штиф, літературний псевдонім Бал-Дімьен, букв. Майстер уяви; 1879, Рівне — 1933, Київ) — філолог мови їдиш, лінгвіст, літературознавець, перекладач, редактор і громадський діяч . Писав і перекладав російською, німецькою, українською та на їдиш. З молодості брав участь в діяльності сіоністської Соціалістичної робочої єврейської партії (сеймісти) і Фолкспартей («народна партія» на їдиші).